# Hahaha (filme)
Hahaha (hangul: 하하하) é um filme de comédia dramática sul-coreano de 2010 escrito e dirigido por Hong Sang-soo. Foi inscrito no Festival de Cinema de Cannes 2010, onde ganhou o prêmio Un Certain Regard.

## Enredo
O cineasta Jo Moon-kyung (Kim Sang-kyung) e seu amigo Bang Joong-sik (Yoo Jun-sang) trocam memórias sobre as viagens que ambos fizeram para a mesma cidade (Tongyeong, Gyeongsang do Sul), onde, por acaso fora, eles conheceram e fizeram amizade com as mesmas pessoas.

## Elenco
- Kim Sang-kyung como Kim Suyod, uma diretora de cinema
- Yoo Jun-cantou como Bang Joong-sik, um crítico de cinema
- Moon So-ri como Wang Seong-ok, curadora de propriedades culturais
- Ye Ji-won como Ahn Yeon-joo, uma namorada de Joong-sik
- Kim Kang-woo como Kang Jeong-ho, um poeta
- Kim Gyu-ri como Noh Jeong-hwa
- Youn Yuh-jung como a mãe de Moon-kyung
- Gi Ju-bong como curadora do museu de história local de Tongyeong
- Kim Young-ho como Yi Sun-sin no sonho de Moon-kyung

## Prêmios
- Un Certain Regard no Festival de Cinema de Cannes 2010[6][7]